# Мила-и-Борха, Луис Хуан дель
Луис Хуан де Мила-и-де Борха (исп. Luis de Milá y de Borja; ок. 1430/1432, Хатива — 9 декабря 1510, Бельхида, королевство Испания) — испанский кардинал, кардинал-племянник. Епископ Сегорбе и Альбаррасена с 29 января 1453 по 7 октября 1459. Епископ Лериды с 7 октября 1459 по 9 декабря 1510. Кардинал-священник с 20 декабря 1448, с титулом церкви Санти-Куаттро-Коронати с 17 сентября 1456 по 9 декабря 1510. Кардинал-протопресвитер с 22 июня 1483 по 9 декабря 1510.

## Биография
Родился в 1430/1432 году в Хативе, под Валенсией. Сын Хуана де Мила, барона де Масалавес, и Каталины де Борха и Марти, сестре папы римского Каликста III. Двоюродный брат кардинала Родриго Борджиа, который в 1492 году был избран новым папой римским под именем Александра VI.
Луис Хуан де Мила изучал каноническое право в Болонском университете. Занимал каноника в коллегиате Хативы и пробста в Валенсии. У него был внебрачный сын, Хайме де Мила и Борха, ставший в 1478 году первым графом де Альбайда.
В январе 1453 года при поддержке своего дяди, кардинала Алонсо де Борха, Луис Хуан де Мила был назначен епископом Сегорбе. В 1455 году после избрания дяди новым папой римским под именем Каликста III Луис Хуан де Мила и Борха был назначен губернатором Болоньи.
Папа римский Каликст III на консистории 20 февраля 1456 года назначил своего племянника кардиналом in pectore, а 17 сентября того же года Луис Хуан де Мила и Борха был официально объявлен как кардинал в Санти-Куаттро-Коронати. Был назначен папским легатом в Болонье. Участвовал в конклаве 1458 года, где папой римским был избран Пий II.
7 октября 1459 года Луис Хуан де Мила и Борха был назначен епископом епархии Лерида. В 1464 году он выехал на постоянное жительство в Испанию и не участвовал с тех пор в работе Римской Курии, не считая короткого пребывания в Риме в 1467—1468 годах. Он не вернулся к активной деятельности в Церкви даже после избрания в 1492 году его двоюродного брата, кардинала Родриго Борджиа, новым папой римским под именем Александра VI.
В июне 1483 года из-за старшинства Луис Хуан де Мила и Борха получил право на должность кардинала-протопресвитера в коллегии кардиналов, но на самом деле никогда не исполнял этой функции.
Незадолго до смерти Луис Хуан де Мила и Борха отказался от сана епископа Лериды. Его преемник был назначен 9 декабря 1510 года.
В 1510 году Луис Хуан де Мила и Борха скончался в Бельхиде.